# Jan de Groote
Jan de Groote (Beilen, 10 juli 1911 – Hoogeveen, 14 maart 1989) was een Nederlandse landbouwer en politicus van de Boerenpartij.
De Groote volgde de lagere school en een aantal landbouwcursussen. Hij was eerst werkzaam als landarbeider en boerenknecht en werd vervolgens veehouder. In september 1966 kwam De Groote in de gemeenteraad van Beilen. Twee maanden later nam hij ook zitting in de Eerste Kamer doordat partijgenoot Hendrik Adams vanwege diens oorlogsverleden was opgestapt. In de Kamer sprak hij met name over onderwerpen op landbouwgebied. In 1970 kwam hij na de verkiezingen niet in de gemeenteraad terug, het jaar daarop ook niet in de Kamer.
Jan de Groote was getrouwd en had drie kinderen. Kerkelijk behoorde hij tot de middenorthodoxe richting van de Nederlandse Hervormde Kerk. Hendrik Koekoek, de bekende voorman van de Boerenpartij, was een zwager van hem. Jan de Groote was namelijk gehuwd met Trijntje Koekoek (1909-1989), die een zus is van Hendrik Koekoek.
- Biografisch Portaal: 08165069
- Parlement.com: vg09ll19amvf